# Nordheim am Main
Nordheim am Main è un comune tedesco di 1 026 abitanti, situato nel land della Baviera.